# Zaireichthys camerunensis
Zaireichthys camerunensis es una especie de pez de la familia Amphiliidae en el orden de los Siluriformes.

## Morfología
Los machos pueden llegar alcanzar los 3,3 cm de longitud total.
- Número de  vértebras:  34-39.[1][2]

## Hábitat
Es un pez de agua dulce y de clima tropical.

## Distribución geográfica
Se encuentran en África:  cuenca del río Níger.